# تشارلي براون (لاعب كرة قدم)
تشارلي براون (بالإنجليزية: Charlie Brown)‏ (14 يناير 1898 في المملكة المتحدة - 2 فبراير 1979 في المملكة المتحدة) هو لاعب كرة قدم بريطاني (وحمل سابقاً جنسية المملكة المتحدة لبريطانيا العظمى وأيرلندا) في مركز الهجوم. لعب مع كوينز بارك رينجرز ونادي ساوثهامبتون ونادي بول تاون.